# Lago del cráter del infierno
El lago del Cráter del Infierno está situado en el valle volcánico de Waimangu, en Nueva Zelanda.
El lago ocupa un cráter que explotó en 1886 durante la erupción del monte Haszard. El nivel de agua del lago es cíclico alternándose el desbordamiento del lago con periodos de recesión en el nivel de hasta ocho metros. En el momento de máxima profundidad tiene 30 metros, una temperatura de 80°C y una acidez de 2.1 ph. En su interior contiene el géiser de este tipo más grande del mundo si bien no se aprecia al permanecer por debajo del nivel del lago. 
- Datos: Q16892639
- Multimedia: Inferno Crater Lake / Q16892639